# Daniel H. Pink

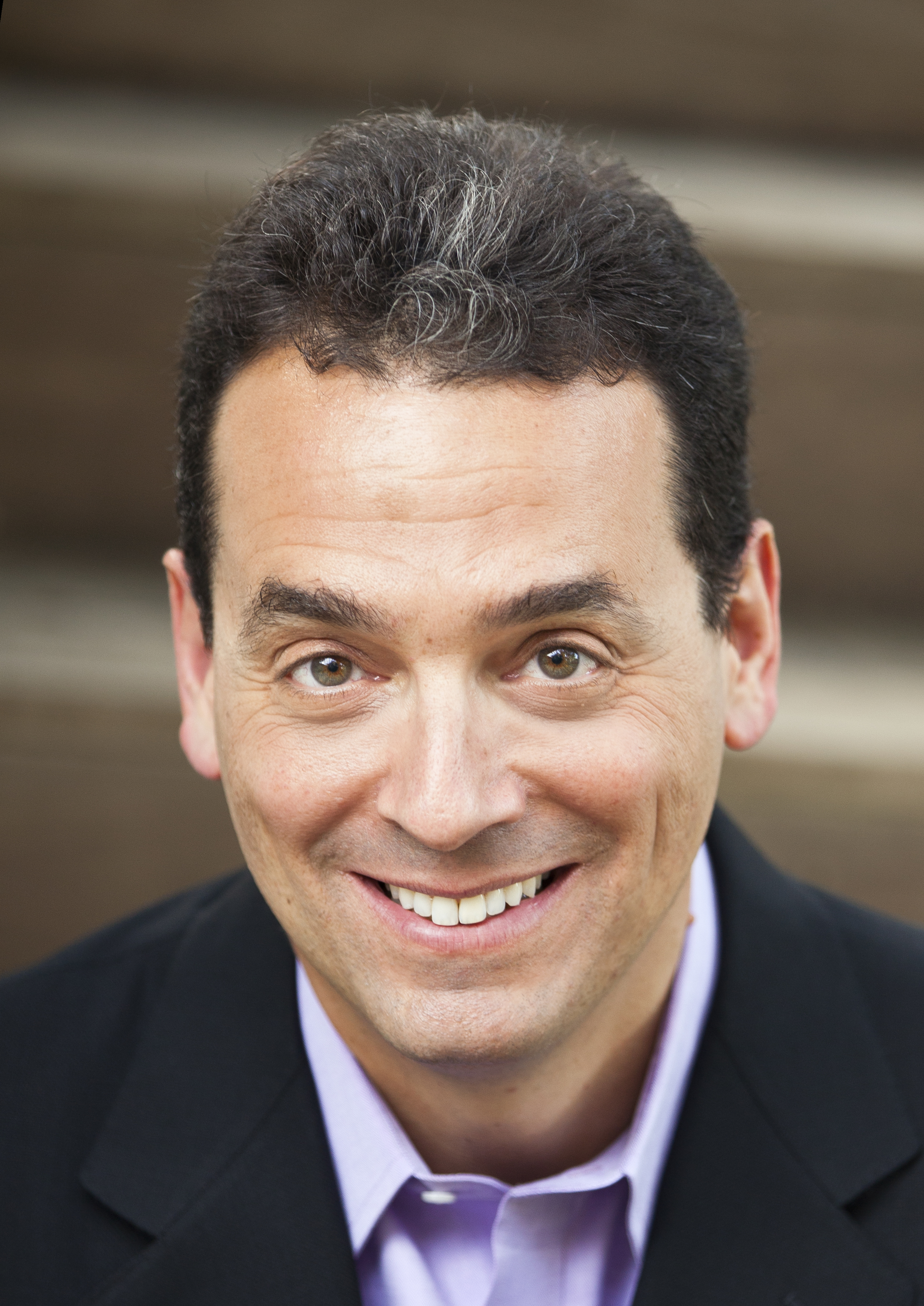
Daniel Pink (2012)

Daniel „Dan“ H. Pink (* 1964) ist ein US-amerikanischer Schriftsteller, der vor allem durch das Buch A Whole New Mind bekannt wurde.

## Leben
Nach dem Schulbesuch studierte Pink zuerst Sprachwissenschaft an der Northwestern University und erwarb an dieser 1986 einen Bachelor of Arts (B.A. Linguistics). Ein anschließendes postgraduales Studium der Rechtswissenschaft an der Law School der Yale University beendete er mit einem Juris Doctor (J.D.).
Pink, der auch Redakteur der Technologiezeitschrift Wired war, war zwischen 1995 und 1997 als Hauptredenschreiber für US-Vizepräsident Al Gore tätig.
Zu Beginn des 21. Jahrhunderts begann er als Autor von Sachbüchern zu den Themenfeldern Arbeitswelt, Business und Technik.

## Schriften (Auswahl)
- Free Agent Nation: How America's New Independent Workers Are Transforming the Way We Live (2001)
- A Whole New Mind: Moving from the Information Age to the Conceptual Age (2005, deutscher Titel Unsere kreative Zukunft : warum und wie wir unser Rechtshirnpotenzial entwickeln müssen, 2008)
- The Adventures of Johnny Bunko: the Last Career Guide You'll Ever Need (2008, deutscher Titel Die Abenteuer von Johnny Bunko : der einzige Karriere-Guide, den Du wirklich brauchst, 2009)
- Drive: The surprising truth about what motivates us (2009, deutscher Titel Drive: Was Sie wirklich motiviert, 2010)
- To Sell Is Human: The Surprising Truth About Moving Others (2012, deutscher Titel Mehr Wert: Die Kunst, gefragt zu sein, 2014)
- When: Der richtige Zeitpunkt (2018)
- The Power of Regret: How Looking Backward Moves Us Forward (2022)